# Batsova machala
Batsova machala (bulgariska: Бацова махала) är ett distrikt i Bulgarien.   Det ligger i kommunen Obsjtina Nikopol och regionen Pleven, i den centrala delen av landet, 160 kilometer nordost om huvudstaden Sofia.
Trakten runt Batsova machala består till största delen av jordbruksmark. Runt Batsova machala är det ganska tätbefolkat, med 58 invånare per kvadratkilometer.